# Tears (Le Quintette du Hot Club de France)
Tears è una delle composizioni più note di Django Reinhardt e Stéphane Grappelli. Il brano, basato sulla melodia di una ninna nanna gitana intitolata Muri wachsella an u sennelo weesch, fu inciso per la prima volta dal Quintette du Hot Club de France a Parigi il 3 aprile 1937.
Del brano sono state realizzate numerose reinterpretazioni, fra cui quella pubblicata da Chet Atkins e Mark Knopfler, con il contributo del violinista Mark O'Connor, nell'album Neck and Neck del 1990.

## Formazione
- Django Reinhardt – chitarra
- Stéphane Grappelli – violino
- Pierre Ferret – chitarra
- Marcel Bianchi – chitarra
- Louis Vola – contrabbasso